# Shel Talmy
Sheldon Talmy, dit Shel Talmy, né le 11 août 1937 à Chicago (Illinois) et mort le 13 novembre 2024 à Los Angeles (Californie), est un producteur de musique américain, connu pour son travail, durant les années 1960 à Londres, avec The Who, The Kinks, The Creation et The Easybeats,.